# Hafen von Bestrée

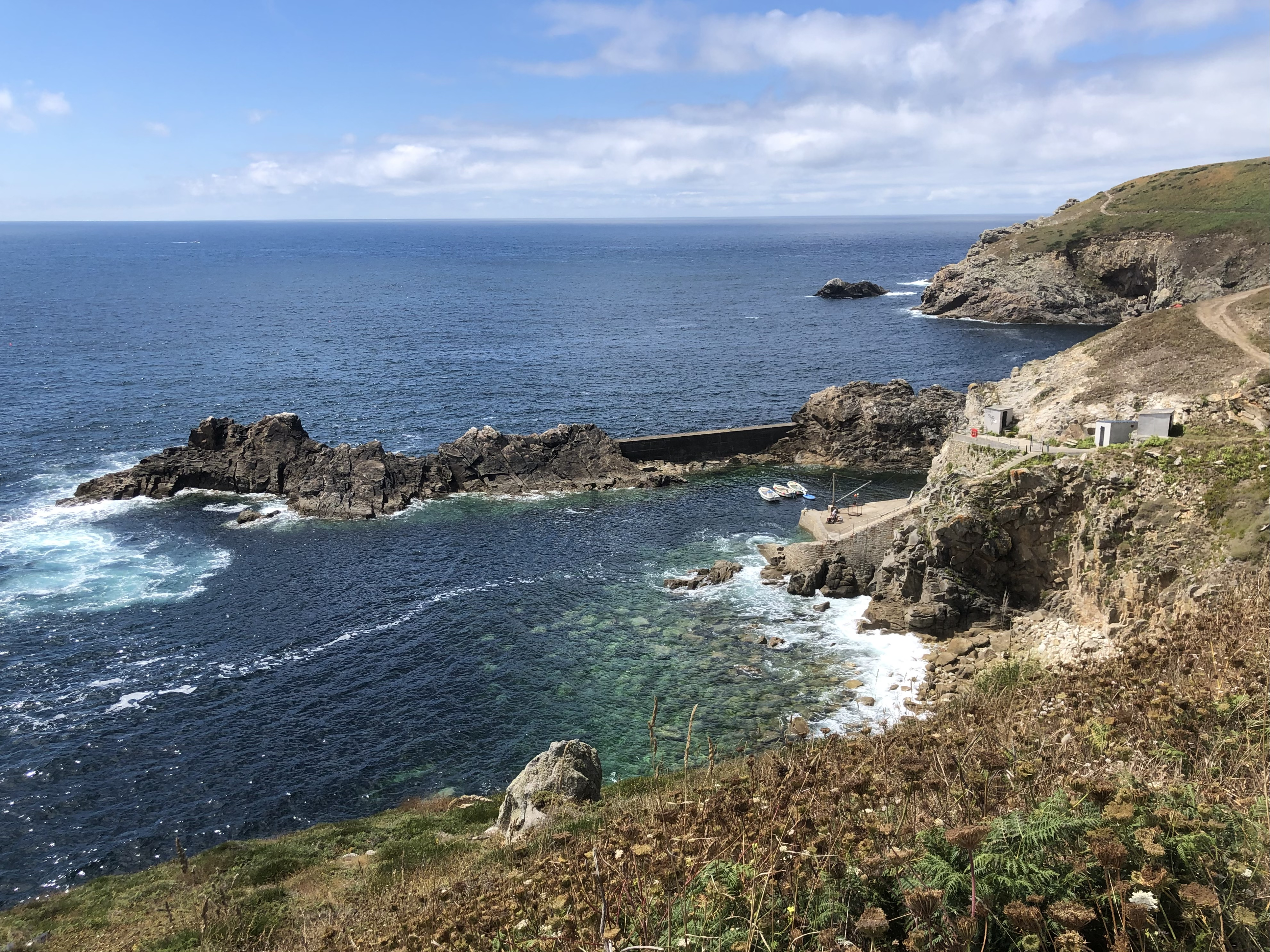
Hafen von Bestrée, 2022

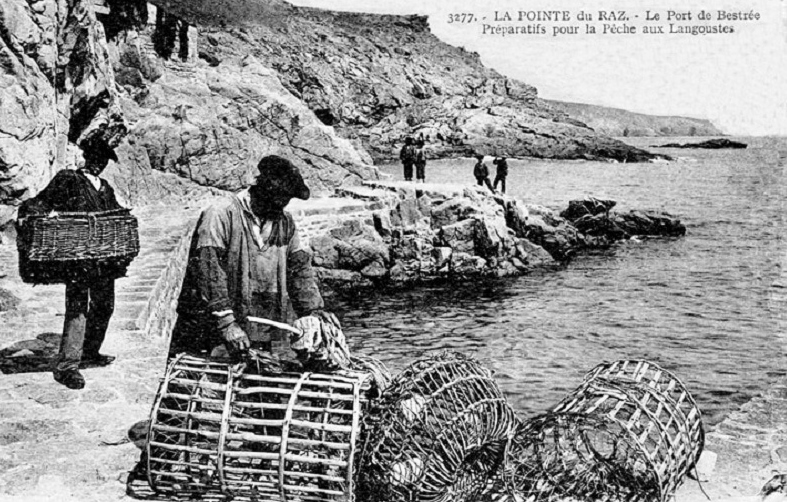
Um 1920

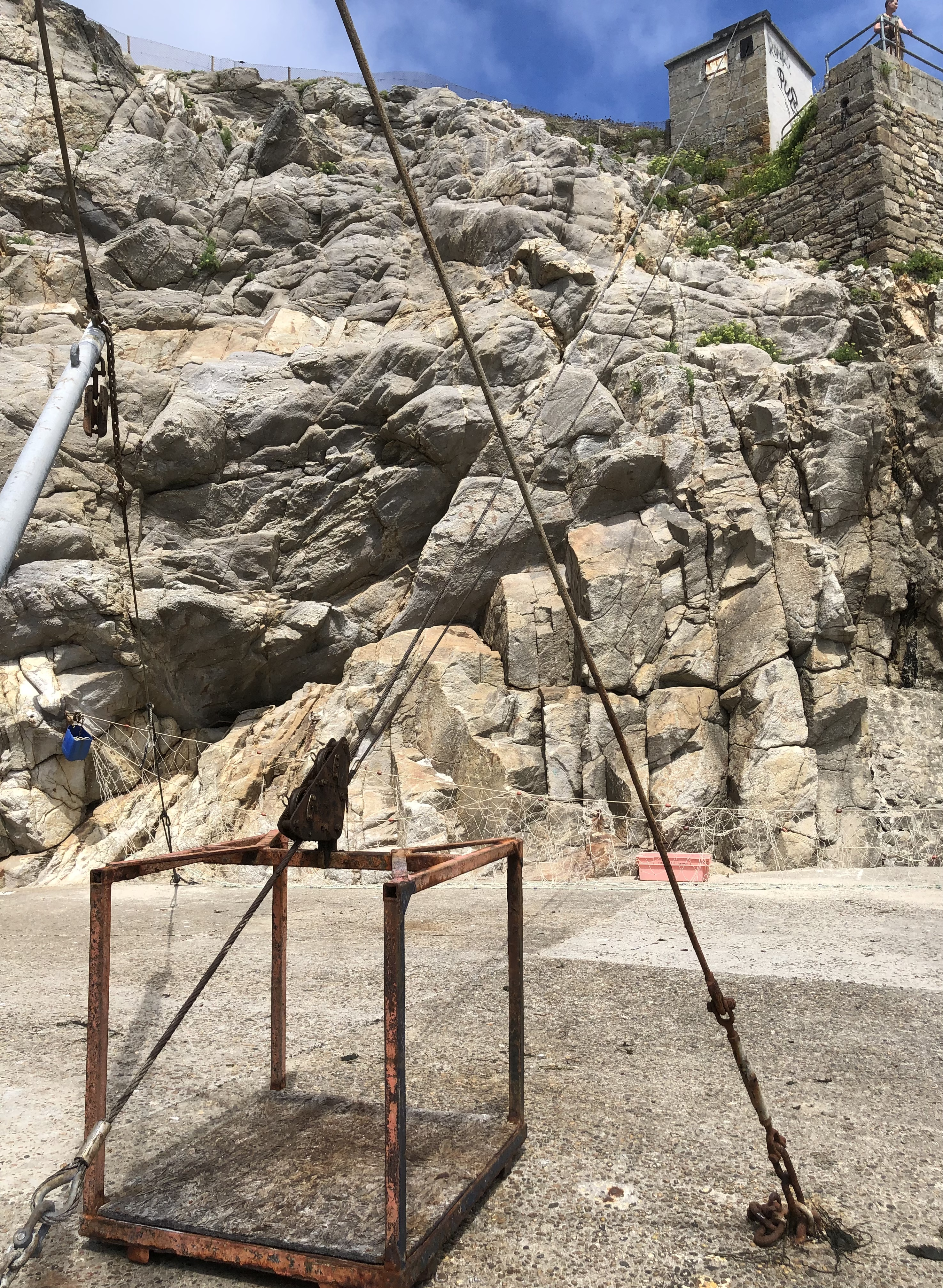
Seilbahn

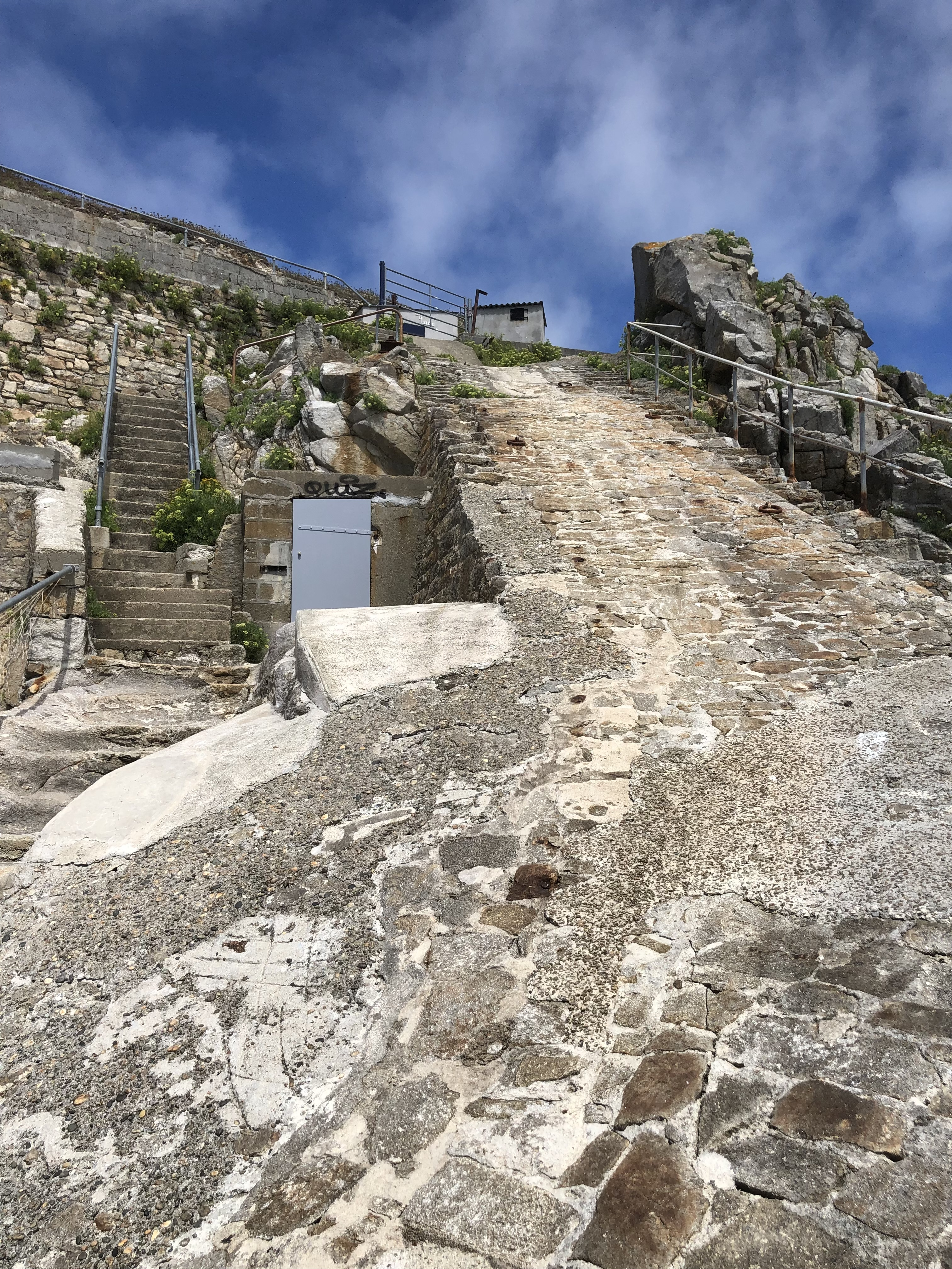
Steiler Aufstieg vom Hafen

Der Hafen von Bestrée (französisch Port de Bestrée) ist ein Hafen an der Keltischen See in der Bretagne in Frankreich.

## Lage
Der Hafen liegt etwa 1,7 Kilometer südöstlich des Pointe du Raz im westlichen Teil des Gemeindegebiets von Plogoff. Der namengebende kleine Ort Bestrée befindet sich etwa 400 Meter nordöstlich.

## Anlage und Geschichte
Der von hohen Felsen umgebene Naturhafen diente schon im 16. Jahrhundert der Fischerei. 1885 wurden die den Hafen auf der Südwestseite abschirmenden Klippen durch einen Wellenbrecher verbunden und verstärkt. In späterer Zeit wurde eine motorgetriebene Seilbahn installiert, mit der gefangener Fisch von der Kaikante nach oben geschafft werden kann.
In der Vergangenheit gingen von diesem Hafen Schiffe zur Île-de-Sein. So bestand zwischen 1949 und 1971 ein Shuttle. Nach einem Bootsunglück wurde der Verkehr jedoch auf einen anderen Hafen verlegt. Auch die Ablösung der Leuchtturmwärter auf den Leuchttürmen Phare de la Vieille und Phare de Tévennec erfolgte über den Hafen von Bestrée, solange diese noch bemannt betrieben wurden. Noch in den 1920er Jahren hatte der Hafen für den Fischfang eine größere Bedeutung. Dutzende Boote mit einer Gesamtbesatzung von bis zu 80 Personen nutzten den Hafen von Bestrée. Während des Zweiten Weltkriegs soll dieser Hafen, wie weitere ähnliche Häfen der Nachbarschaft, von der Résistance zur Anlandung von Partisanen und Material genutzt worden sein.
Am 10. Mai 2022 stürzte ein PKW im Hafen 50 Meter von einer Klippe. Dabei kam die 38-jährige Fahrerin ums Leben.
Der Hafen von Bestrée wird auch heute noch zum Teil für die Fischerei genutzt (Stand 2022).